# Pixel (spel)
Pixel is een strategisch spel dat gespeeld kan worden met 2 tot 4 personen. Het spel is een variant op vier op 'n rij en boter-kaas-en-eieren. Het wordt uitgegeven door Educational Insights, die het in 2007 op de markt bracht.
Het spel wordt gespeeld op een bord van 60 velden, 8 bij 8 waarvan de hoeken zijn weggelaten. Elke speler heeft een eigen kleur stenen. Langs twee zijden zit een verschuifbare pijl. In de beginsituatie wordt van elke speler een gekleurde steen in het midden van het bord gelegd. De steen van de beginnende speler wordt aangewezen door beide pijlen. Elke zet bestaat uit het verschuiven van een van de pijlen, en het leggen van een steen op de plaats die door beide pijlen wordt aangewezen. Winnaar is degene die als eerste vier stenen op een rij legt (bij vier spelers: drie stenen op een rij). Haalt niemand vier op een rij, dan is degene met het meest drie op een rij de winnaar (bij vier spelers: twee op een rij).
Het spel is geschikt voor 6 jaar en ouder.